# 熊本県立ひのくに高等支援学校
熊本県立ひのくに高等支援学校（くまもとけんりつ ひのくにこうとうしえんがっこう）は、熊本県合志市に所在する高等部単独の特別支援学校。

## 概要
- 学科は園芸科、工芸科、クリーニング科、窯業科を設置しており、募集定員は32名[1]。
- 寄宿舎を併設している。

## 沿革
- 2000年（平成12年）4月1日 - 熊本県教育委員会総務福利課内に高等養護学校開校準備室設置（準備室長：竹永憲治、指導主事2人、参事1人、計4人）[2]。
- 2000年（平成12年）8月7日 - 校名を「ひのくに高等養護学校」と決定、記者発表
- 2000年（平成12年）9月27日 - 熊本県議会にて「熊本県立学校条例」の一部改正と公布
- 2000年（平成12年）10月1日 - 熊本県立ひのくに高等養護学校設置（校長：竹永憲治ほか、教頭・事務長・教諭各1人を発令）。開設事務室を熊本県立菊池養護学校内に設置
- 2000年（平成12年）10月2日 - 特殊教育学校に関する規則改正
- 2001年（平成13年）4月1日 - 熊本県菊池郡西合志町（現：合志市）に学校開校。校旗制定。職員39人（転入者35人：教諭13人、講師5人、養護教諭1人、事務職員等4人、実習助手4人、寮母8人）
- 2001年（平成13年）4月5日 - 校歌制定
- 2001年（平成13年）4月9日 - 第1回入学式（入学生36人）
- 2001年（平成13年）11月9日 - 開校記念式典
- 2002年（平成14年）4月8日 - 第2回入学式（入学生40人、生徒数75人）
- 2003年（平成15年）3月31日 - 初代校長・竹永憲治 退職
- 2003年（平成15年）4月1日 - 第2代校長・長濵朋二 就任（前・熊本県立熊本養護学校長）
- 2003年（平成15年）4月8日' - 第3回入学式（入学生36人、生徒数111人）
- 2004年（平成16年）3月11日 - 第1回卒業式（卒業生35人）
- 2004年（平成16年）4月8日 - 第4回入学式（入学生36人、生徒数112人）
- 2004年（平成16年）6月18日 - 訪問介護員養成研修事業者（3級課程）指定
- 2005年（平成17年）3月10日 - 第2回卒業式（卒業生40人）
- 2005年（平成17年）4月8日 - 第5回入学式（入学生36人、生徒数105人）
- 2006年（平成18年）3月9日 - 第3回卒業式（卒業生34人）
- 2006年（平成18年）4月10日 - 第6回入学式（入学生36人、生徒数105人）
- 2007年（平成19年）3月8日 - 第4回卒業式（卒業生34人）
- 2007年（平成19年）3月31日 - 第2代校長 長濵朋二 退職
- 2007年（平成19年）4月1日 - 第3代校長 倉田幸助 就任（前・熊本県立松橋東養護学校長）
- 2007年（平成19年）4月9日 - 第7回入学式（入学生32人、生徒数103人）
- 2008年（平成20年）3月6日 - 第5回卒業式（卒業生35人）
- 2008年（平成20年）3月31日 - 第3代校長 倉田幸助 退職
- 2008年（平成20年）4月1日 - 第4代校長 横手敬一 就任（前・熊本県立松橋西養護学校長）
- 2008年（平成20年）4月8日 - 第8回入学式（入学生36人、生徒数103人）
- 2009年（平成21年）3月3日 - 第6回卒業式（卒業生36人）
- 2009年（平成21年）4月8日 - 第9回入学式（入学生36人、生徒数102人）
- 2009年（平成21年）6月 - 訪問介護員養成研修事業者（3級課程）終了
- 2010年（平成22年）3月3日 - 第7回卒業式（卒業生36人）
- 2010年（平成22年）3月31日 - 第4代校長 横手敬一 退職
- 2010年（平成22年）4月1日 - 第5代校長 平川貞俊 就任（前・熊本県立熊本聾学校長）
- 2010年（平成22年）4月8日 - 第10回入学式（入学生40人、生徒数110人）
- 2011年（平成23年）2月19日 - 創立10周年記念式典・集い開催
- 2011年（平成23年）3月3日 - 第8回卒業式（卒業生35人）
- 2011年（平成23年）3月25日 - 太陽光発電設備・学習棟空調設備設置
- 2011年（平成23年）4月11日 - 第11回入学式（入学生36人、生徒数111人）
- 2012年（平成24年）3月1日 - 第9回卒業式（卒業生35人）
- 2012年（平成24年）3月31日 - 第5代校長 平川貞俊 退職
- 2012年（平成24年）4月1日 - 校名を「ひのくに高等支援学校」に変更
- 2012年（平成24年）4月1日 - 第6代校長 牛島経緯郎 就任（前・熊本県立菊池養護学校長）
- 2012年（平成24年）4月9日 - 第12回入学式（入学生36人、生徒数111人）
- 2013年（平成25年）3月5日 - 第10回卒業式（卒業生39人）
- 2013年（平成25年）4月8日 - 第13回入学式（入学生36人、生徒数108人）
- 2013年（平成25年）11月 - 企業向け学校公開
- 2014年（平成26年）3月5日 - 第11回卒業式（卒業生34人）
- 2014年（平成26年）3月31日 - 第6代校長 牛島経緯郎 退職
- 2014年（平成26年）4月1日 - 第7代校長 宮田寿光 就任（前・熊本県立天草支援学校長）
- 2014年（平成26年）4月8日 - 第14回入学式（入学生36人、生徒数104人）
- 2015年（平成27年）3月3日 - 第12回卒業式（卒業生35人）
- 2015年（平成27年）4月8日 - 第15回入学式（入学生36人、生徒数105人）
- 2016年（平成28年）3月2日 - 第13回卒業式（卒業生33人）
- 2016年（平成28年）3月31日 - 第7代校長 宮田寿光 転任（荒尾支援学校へ）
- 2016年（平成28年）4月1日 - 第8代校長 中山龍也 就任（前・熊本県立荒尾支援学校長）
- 2016年（平成28年）4月11日 - 第16回入学式（入学生36人、生徒数107人）
- 2017年（平成29年）3月2日 - 第14回卒業式（卒業生35人）
- 2017年（平成29年）4月10日 - 第17回入学式（入学生36人、生徒数107人）
- 2018年（平成30年）3月2日 - 第15回卒業式（卒業生34人）
- 2018年（平成30年）4月9日 - 第18回入学式（入学生36人、生徒数108人）
- 2019年（平成31年）3月5日 - 第16回卒業式（卒業生36人）
- 2019年（平成31年）4月8日 - 第19回入学式（入学生36人、生徒数106人）
- 2020年（令和2年）3月4日 - 第17回卒業式（卒業生35人）
- 2020年（令和2年）3月31日 - 第8代校長・中山龍也 退職
- 2020年（令和2年）4月1日 - 第9代校長・真田武 就任（前・熊本県立玉名高等学校長）
- 2020年（令和2年）4月8日 - 第20回入学式（入学生36人、生徒数105人）
- 2020年（令和2年）8月3日 - 文部科学省より研究開発学校に指定
- 2021年（令和3年）3月3日 - 第18回卒業式（卒業生33人）
- 2021年（令和3年）3月24日 - 校舎外壁塗装竣工
- 2021年（令和3年）4月8日 - 第21回入学式（入学生32人、生徒数104人）
- 2022年（令和4年）3月2日 - 第19回卒業式（卒業生36人）
- 2022年（令和4年）3月31日 - 第9代校長・真田武 転任（熊本県立矢部高等学校へ）
- 2022年（令和4年）4月1日 - 第10代校長・山本信一郎 就任（前・熊本県立済々黌高等学校副校長）
- 2022年（令和4年）4月11日 - 第22回入学式（入学生32人、生徒数100人）
- 2023年（令和5年）3月2日 - 第20回卒業式（卒業生36人）
- 2023年（令和5年）4月11日 - 第23回入学式（入学生32人、生徒数95人）
- 2024年（令和6年）3月4日 - 第21回卒業式（卒業生31人）
- 2024年（令和6年）4月9日 - 第24回入学式（入学生32人、生徒数93人）

## 所在地
〒861-1101　熊本県合志市合生4360-7

## 周辺施設
- 熊本県立菊池支援学校
- 熊本県立農業大学校
- 熊本県農業公園カントリーパーク